# Valencije Glavina
Valencije (Venecije) Glavina (1737. – Lepoglava?, 1789.) je bio hrvatski teolog, leksikograf, polemičar, povjesničar, književnik, redovnik pavlin, podrijetlom iz Priloka (Preloga). Malo se znade o njemu.
Podatke o njemu ima Čazmanski kaptol u dijelu građe hrvatskih pavlinskih samostana, odnosno hrvatske pavlinske provincije (Provincija Croatia). Pavlinima je pristupio sa 17 godina. 
Hrvatskoj književnoj povijesti pridonio je dvama naslovima. Prvo djelo je iz 1771. godine. To je bogoslovno polemičko djelo u kojem je o sv. Euharistiji polemizirao s protestantskim bogoslovima. 
Njego drugo djelo je povjesničarsko. Postoji u rukopisnom obliku. To je nedovršeni leksikon hrvatske povijesti Lexicon Historicum Ilyrici. Iako ga nije dovršio, vrijedno je vrelo za podatke o hrvatskim gradovima, trgovištima i povijesnim osobama.
Umro je 1789. godine, vjerojatno u Lepoglavi.
Danas se njegovo ime nalazi na spomen-ploči postavljenoj na župnoj crkvi Sv. Jakoba u Priloku, u spomen znamenitim Hrvatima te župe. Postavila ju je Matica hrvatska. Po njemu se zove i jedna ulica u Priloku.